# 布桑 (上加龙省)
布桑（法語：Boussan，法語發音：[busɑ̃]）是法国上加龙省的一个市镇，属于圣戈当区。

## 地理
布桑（43°14'37"N, 0°53'19"E）面积12.45 平方千米，位于法国奧克西塔尼大區上加龙省，该省份为法国西南部内陆省份，西南端与西班牙接壤，自此顺时针与上比利牛斯省、热尔省、塔恩-加龙省、塔恩省、奥德省和阿列日省接壤。
与布桑接壤的市镇（或旧市镇、城区）包括：奥瑞纳、邦克、卡萨尼亚贝尔图尔纳、埃乌、蒙图略圣贝尔纳、圣安德烈。

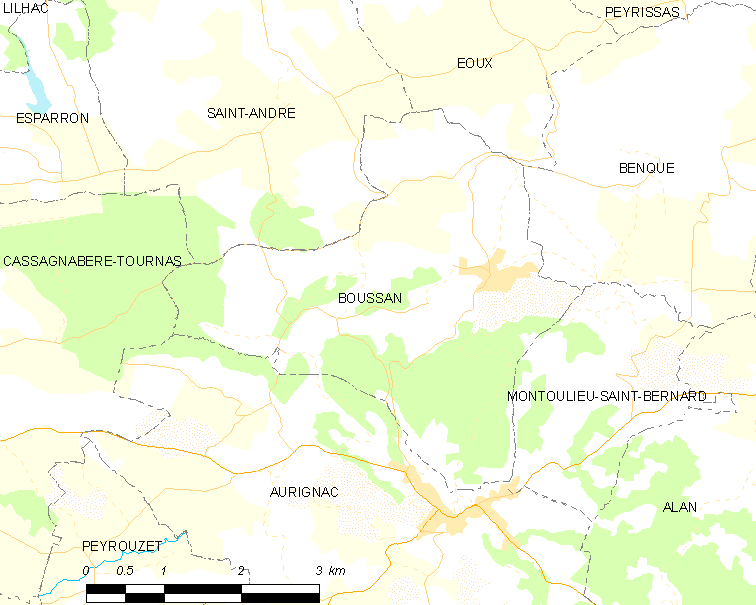
的OSM定位图

布桑的时区为UTC+01:00、UTC+02:00（夏令时）。

## 行政
布桑的邮政编码为31420，INSEE市镇编码为31083。

## 政治
布桑所属的省级选区为卡泽尔县。

## 人口

1962-2008年间人口变化图示

布桑于2022年1月1日时的人口数量为230人。